# کاتو (برزیل)
کاتو (به پرتغالی: Catu) یک شهرداری در برزیل است که در باهیا واقع شده‌است. کاتو ۴۲۶٫۹۵۵ کیلومتر مربع مساحت و ۵۴٬۹۷۰ نفر جمعیت دارد و ۱۰۰ متر بالاتر از سطح دریا واقع شده‌است.